# 南楊州消防署
南楊州消防署（ナミャンジュしょうぼうしょ）は京畿道北部消防災難本部所属の消防署である。

## 管轄区域
- 南楊州市

## 沿革
- 2005年8月22日 - 九里消防署から分離して開設。業務開始。

## 119安全センター
| 119安全センター     | 住所                             | 管轄区域                                     | 地域隊 |
| ------------------- | -------------------------------- | -------------------------------------------- | ------ |
| 坪内119安全センター | 南楊州市坪内路27                 | 南楊州市のうち坪内洞、好坪洞、養正洞、金谷洞 |        |
| 榛接119安全センター | 南楊州市榛接邑クムガン路1509-25  | 南楊州市のうち榛接邑                         |        |
| 真乾119安全センター | 南楊州市真乾邑真乾梧南路112-21   | 南楊州市のうち真乾邑                         |        |
| 和道119安全センター | 南楊州市和道邑スレ路1260番ギル25 | 南楊州市のうち和道邑                         | 水洞   |
| 瓦阜119安全センター | 南楊州市瓦阜邑徳沼路97番ギル34-2 | 南楊州市のうち瓦阜邑                         | 鳥安   |
| 別内119安全センター | 南楊州市ソンサン路41             | 南楊州市のうち別内洞、別内面                 |        |
| 梧南119安全センター | 南楊州市梧南邑真乾梧南路772      | 南楊州市のうち梧南邑                         |        |
| 加雲119安全センター | 南楊州市加雲路16                 | 南楊州市のうち陶農洞、芝錦洞                 |        |